# Great War Remembrance Race
La Great War Remembrance Race, es una carrera de ciclismo en ruta profesional de un día que se realiza en Bélgica en la región de Flandes, fue creada en el 2018 y recibió la categoría 1.1 dentro de los Circuitos Continentales UCI formando parte del UCI Europe Tour.
La carrera es organizada en colaboración entre Flanders Classics y la Gent-Wevelgem in Flanders Fields, dedicada por completo a la Primera Guerra Mundial.
Great War Remembrance Race tiene como objetivo conmemorar el final de la Primera Guerra Mundial hace 100 años por la zona de Westhoek, esta carrera también pretende salvaguardar la memoria histórica de esta guerra, para que nunca la olvidemos.

## Palmarés
| Año  | Ganador     | Segundo      | Tercero          |
| ---- | ----------- | ------------ | ---------------- |
| 2018 | Mihkel Räim | Paweł Bernas | Preben Van Hecke |

## Palmarés por países
| País    | Victorias |
| ------- | --------- |
| Estonia | 1         |